# 桑德爾山
48°25′40″N 15°29′13″E / 48.42778°N 15.48694°E
桑德爾山（德語：Sandl），是奧地利的山峰，位於該國東北部，由下奧地利州負責管轄，屬於波希米亞山的一部分，海拔高度723米，每年平均降雨量1,050毫米。